# Albertinesparvuggla
Albertinesparvuggla (Glaucidium albertinum) är en fågel i familjen ugglor inom ordningen ugglefåglar.

## Utseende och läte
Albertinesparvugglan är en liten (20 cm) storhövdad uggla utan "öron". Den har ett runt vitfläckat huvud, bandat bröst men obandad rygg, och fläckning på buk och flanker. Ögonen är ljusgula. Akaciasparvugglan är mindre intensivt färgad, med bandat huvud och bandad rygg. Lätet har inte beskrivits.

## Utbredning och status
Det råder kunskapsbrist om fågelns utbredning, men den har rapporterats från Itombwebergen och skogar väster om Edwardsjön i östra Demokratiska republiken Kongo och norra Rwanda. IUCN kategoriserar arten som sårbar. Den behandlas ibland som underart till akaciasparvuggla (G. capense).